# ゴリけんの九州・沖縄ぐるぐるマップ
『ゴリけんのぐるぐるマップ』（ゴリけんのぐるぐるマップ）は、RKB毎日放送（RKBラジオ）制作で放送されるラジオ番組。
2021年10月放送開始。

## 概要
2021年に九州・沖縄ブロックネット番組として「旬なエリア情報を紹介する」ことをコンセプトにスタート。基本的に放送エリア内から毎回2エリアを取り上げ、エリア内のネット局アナウンサーまたはパーソナリティが電話出演していた（RKBラジオエリアの福岡県が取り上げられる場合は直接スタジオで出演する場合があった）。
2024年3月をもってブロックネットとしての放送は終了され、タイトルを変更。また放送時間が30分に短縮され、一部ネット局は放送を継続するものの、RKBラジオの放送対象地域である福岡県内の情報に特化する形でリニューアルされた。

## 出演者
- ゴリけん
- 植草峻（RKBアナウンサー、2025年4月 - ）
  - 田畑竜介 (RKBアナウンサー、 - 2025年3月)

## ネット局
- 放送時間が早い順に表記。全局日曜に放送。

| 放送対象地域  | 放送局                        | 放送時間      | 備考   |
| ------------- | ----------------------------- | ------------- | ------ |
| 福岡県        | RKBラジオ（RKB）              | 11:00 - 11:30 | 制作局 |
| 長崎県 佐賀県 | 長崎放送（NBC） NBCラジオ佐賀 | 11:30 - 12:00 | [ 3 ]  |

## 過去のネット局
- 全局日曜に放送。

| 放送対象地域 | 放送局            | 放送時間      | 備考                         |
| ------------ | ----------------- | ------------- | ---------------------------- |
| 熊本県       | 熊本放送（RKK）   | 13:00 - 14:00 | 放送開始 - 2024年3月31日まで |
| 宮崎県       | 宮崎放送（MRT）   | 16:00 - 17:00 | 放送開始 - 2024年3月31日まで |
| 大分県       | 大分放送（OBS）   | 16:30 - 17:30 | 放送開始 - 2024年3月31日まで |
| 沖縄県       | 琉球放送（RBC）   | 18:00 - 19:00 | 放送開始 - 2024年3月31日まで |
| 鹿児島県     | 南日本放送（MBC） | 17:00 - 17:30 | 放送開始 - 2025年9月29日まで |